# Pareci Novo
Pareci Novo är en kommun i Brasilien.   Den ligger i delstaten Rio Grande do Sul, i den södra delen av landet, 1 600 km söder om huvudstaden Brasília. Antalet invånare är 3 511.
I omgivningarna runt Pareci Novo växer i huvudsak städsegrön lövskog. Runt Pareci Novo är det ganska tätbefolkat, med 108 invånare per kvadratkilometer.